# Ekaterina Mikhailovna Andreeva
Ekaterina Mikhailovna Andreeva (Tashkent, 16 november 1941 – Milanówek, 18 september 2008) was een Oezbeeks arachnoloog. Ze had negen kinderen, van wie er vijf geadopteerd waren. Ze noemde de spin Mogrus antonius naar haar moeder.  